# Ujazd (Łódź)
Ujazd è un comune rurale polacco del distretto di Tomaszów Mazowiecki, nel voivodato di Łódź.
Ricopre una superficie di 96,96 km² e nel 2004 contava 7 785 abitanti.